# SMS Saida (1912)
SMS Saida byl lehký křižník (Rapidkreuzer) Rakousko-uherského námořnictva třídy Novara, který se účastnil bojů první světové války.
Na rozdíl od svých sesterských lodí SMS Helgoland a SMS Novara, byla Saida postavena v loděnici Cantiere Navale Triestino v Monfalcone a díky slabším turbínám Melms-Pfenninger dosahovala menší rychlosti. Ve velení lodi se vystřídali kapitáni Anton Casa, Heinrich Seitz, Wilhelm Buchmayer a Ferdinand von Purschka. Loď přečkala první světovou válku, po které připadla rovněž Itálii, jež ji do roku 1930 jako Venezii zařadila do svého námořnictva. V roce 1939 byla sešrotována.